# Robert Močni
Robert Močni (francosko Robert le Fort) je bil grof številnih grofij in oče dveh kraljev Zahodnofrankovskega kraljestva: Oda (ali Eudes) in  Roberta I., * ok. 830, † 2. julij 866. 
Njegova rodbina se imenuje po njem imenuje Robertinci. Roberta je Karel Plešasti, kralj Zahodne Frankovske, leta 853 imenoval za dvornega inšpektorja (missus dominicus). Robert Močni je bil praded Huga Capeta, prednika Kapetingov. 

## Poreklo in vzpon na oblast
Starša Roberta Močnega sta nejasna. Zelo malo je znanega tudi o začetkih Robertincev. Po enem od predlogov naj bi bil sin Roberta III. Wormskega. Precej bolj špekulativen je predlog, ki temelji na rabi imena Robert in podobnih imen. Po tem predlogu naj bi njegova družina izvirala iz pokrajine Hesbaye v današnji vzhodni Belgiji ali da je morda potomec družine Chrodegang iz Metza. Noben predlog ni dokazan. 
Po predlogu, da izvira iz Wormsa, se je med vladavino Ludvika Nemškega v Vzhodni Frankovski Robertova družina preselila iz Vzhodnega v Zahodno frankovsko kraljestvo. Po njihovem prihodu na zahod je Karel Plešasti nagradil družino, ki je prebegnila pred njegovim sovražnikom, tako da je leta 852 Robertu dodelil laično opatijo Marmoutier. Leta 853 je Robertu podelil položaj dvornega inšpektorja v provincah Maine, Anjou in Touraine, s čimer mu je dal popoln nadzor nad antično vojvodino ducatus Cenomannicus s središčem v Le Mansu, ki je ustrezala starodavnemu kraljestvu Nevstrija. Robertov vzpon je šel na račun uveljavljene družine Rorigonidov in je bil namenjen zajezitvi njihove regionalne moči in obrambi Nevstrije pred vikinškimi in bretonskimi napadi. 

## Upor
Leta 858 se je Robert pridružil uporu proti Karlu Plešastemu. Z Bretonci pod Salomonom je vodil frankovske plemiče v Nevstriji in povabil Ludvika Nemškega, naj napade Zahodno Frankovsko in prejme njihov  poklon. Upor je sprožila poročna pogodba med Karlom in Erispojem, kraljem Bretanje, ter podelitev Nevstrije Karlovemu sinu Ludvika Jecljavemu, kar je znatno zmanjšalo moč Salomona in Roberta.  
Robertovi Nevstrijci so leta 858 pregnali Ludvika Jecljavega iz Le Mansa. Kasneje istega leta je Ludvik Nemški prodrl do Orléansa in sprejel delegacije bretonskih in nevstrijskih voditeljev ter Pipina II. Akvitanskega. Leta 861 je Karel z Robertom sklenil mir in ga imenoval za grofa Anžujskega. Robert je nato uspešno obranil severno obalo pred vikinško invazijo. 
Leta 862 je Karel podelil svojemu sinu Ludviku Jecljavemu laično opatijo svetega Martina iz Toursa, vredno beneficijo, a majhno v primerjavi s kraljestvom, ki ga je prejel leta 856 in izgubil leta 858. Mladi Ludvik se je uprl in se spoprijateljil s Salomonom, ki mu je priskrbel vojake, in sprožil vojno proti Robertu. 
Leta 862 sta se  Bretanji bližali dve vikinški floti. Eno je pred kratkim Karel Plešasti pregnal s Sene, druga pa se je vračala s sredozemske ekspedicije. Salomon je najel sredozemsko floto, da opustoši dolino Loare v Nevstriji. Robert  je zajel dvanajst vikinških ladij in pobil vse posadke razen nekaj tistih, ki so pobegnili. Zetem je najel Vikinge, pregnane s Sene, da napadejo Salomonovo kraljestvo, in jim uslugo plačal s 6000 funti srebra. 
Robertov očiten namen je bil preprečiti, da bi Vikingi služili Salomonu. Da bi Vikinge zadržal zunaj Nevstrije, je domnevno pobral velik davek. Mir med Franki in Vikingi ni trajal dolgo. Leta 863 je sta Robert in Salomon sklenila mir, Vikingi, prikrajšani za plenjenje nasprotnikovh dežel, pa so nadaljevali s pustošenjem po Nevstriji. Karel je Roberta postavil za laičnega opata vplivne opatije sv. Martina v Toursu.
Robert se je v svojih zadnjih letih vojskoval s Pipinom II. Leta 863 je branil Autun pred Ludovikom Nemškim, ki je ponovno napadel Nevstrijo leta 865 in 866. Tik pred smrtjo se je spopadel z Bretonci in Vikingi, ki so pustošili po okolici Le Mansa. 

## Smrt in zapuščina
2. julija 866 je bil Robert ubit v bitki pri Brissartheju, medtem ko je branil Frankovsko pred združbo bretonskih in vikinških plenilcev, ki sta jo vodila kralj Bretanje Salomon in vikinški poglavar Hastein. Med bitko je bil vikinški poveljnik ujet v bližnji cerkvi. Robert je napadel cerkev, Vikingi pa so izvedli nenaden napad in v kasnejšem metežu Roberta ubili. Nasledil ga je  devetletni sin Odo, ki je kasneje postal francoski kralj. V Annales Fuldenses so Roberta zaradi njegovih vojaških uspehom poimenovali "drugi Makabejec". 

## Družina
Robert je bil poročen z Adelajdo Toursko, hčerko Huga Tourskega. Z njo je imel sinova 
- Oda (ok. 857–898), kralja Zahodne Frankovske,[5] in
- Roberta I. (ok. 866–923), kralja Zahodne Frankovske[5]

Odo in Robert ista univerzalno priznana za Adelajdina sinova.